# رعشه (جازان)
قرية رعشه، أحد قرى منطقة جازان وهي قرية سكنية تابعة لبلدية محافظة أحد المسارحة جنوب غرب المملكة العربية السعودية ، تبعد 13 كم غرب مدينة أحد المسارحة.

## انظر ايضاً
- أحد المسارحة
- أبو عريش

## وصلات خارجية
- بلدية محافظة أبو عريش
- حصر الخدمات بالمدن والقرى بمنطقة جازان نسخة محفوظة 25 يناير 2020 على موقع واي باك مشين.
- فرص الإستثمار السياحي بمنطقة جازان
- دليل الخدمات بمنطقة جازان نسخة محفوظة 18 نوفمبر 2018 على موقع واي باك مشين.